# Kumpoštova vila

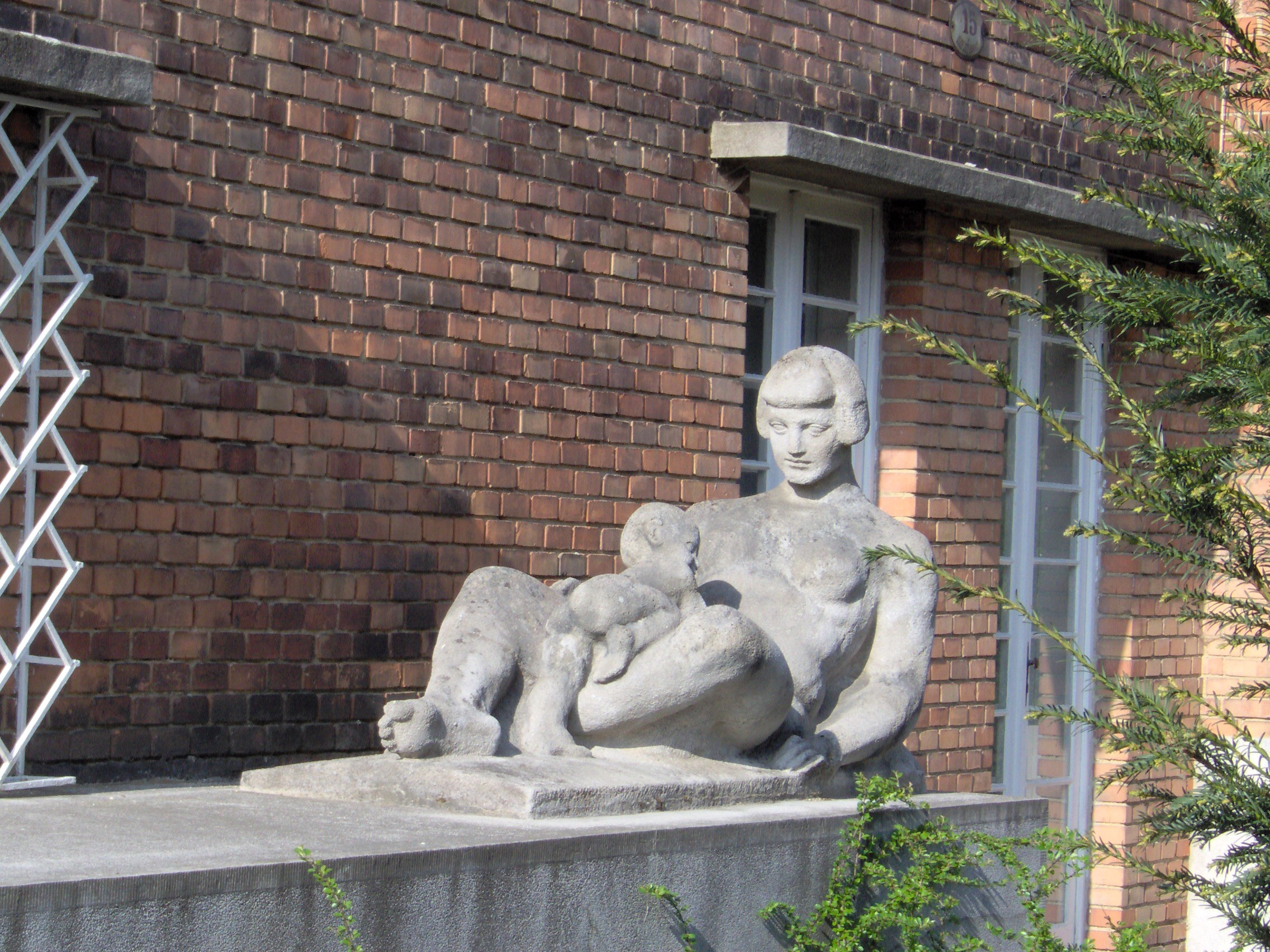
Sousoší Matka s dítětem od V. H. Macha před průčelím Kumpoštovy vily

Vlastní vila architekta Jindřicha Kumpošta byla postavena v letech 1922–1924 ve stylu ovlivněném holandskou architekturou. Nachází se v brněnském katastrálním území Stránice č. p. 15 (Masarykova čtvrť), Barvičova ulice č. o. 15.

## Historie a popis
Architekt Jindřich Kumpošt navrhl vlastní vilu v nově tvořené zástavbě Úřednické (dnes Masarykovy) čtvrti. Stalo se tak v době, kdy byl hlavním městským architektem, který měl na starosti architektonické i urbanistické projekty města Brna. Dům se nachází na jihozápadním svahu Žlutého kopce na mírně svažitém pozemku. Kumpošt vyprojektoval budovu, která je typická svým režným cihlovým zdivem a výraznou sedlovou střechou, ve stylu ovlivněném holandskou architekturou; zmiňována je amsterodamská škola Wendingen nebo architekt Michael de Klerk.
Realizace stavby proběhla v letech 1922–1924. Do ulice se dům obrací jednoduchým průčelím s dvojitým vchodem do rozměrné vstupní haly. Z ní je přístupný taktéž rozměrný obývací pokoj, ve kterém se nachází jednoramenné „rodinné“ schodiště do prvního patra, schodiště do spodního podlaží s technickým zázemím domu, garáží a bytem domovníka, a dveře do kryté prosklené verandy, z níž je přístup po schodech do zahrady. Obývací pokoj je chodbou oddělen od kuchyně se spíží, vedle které se nachází hlavní dvojramenné schodiště přístupné rovněž ze vstupní haly (s kuchyní tvoří výrazný předsazený hranolový rizalit s plochou střechou). V prvním patře jsou umístěny dvě ložnice s koupelnou, WC a architektova pracovna včetně kanceláře zaměstnanců. Na střeše verandy se nachází terasa přístupná z větší ložnice. V rizalitu je společně s hlavním schodištěm umístěna předsíň, pokoj pro hosty a pokoj pro služku. Vila je doplněna dvěma sochařskými realizacemi Václava H. Macha, se kterým Kumpošt ve 20. letech spolupracoval. Před zahradním průčelím se na dříku nachází Hráč na niněru, před hlavním průčelím je umístěna socha Matka s dítětem.
Dům zůstal v majetku rodiny, na jeho velmi dobrém zachování má zásluhu Kumpoštův stejnojmenný syn Jindřich. Vila byla 3. května 1958 zapsána na seznam kulturních památek.